# يو إف سي 32
يو إف سي 32: المواجهة في ميدولاندز (بالإنجليزية: UFC 32: Showdown in the Meadowlands)‏ هو حدث لفنون القتال المختلطة نظمته يو إف سي، أُقيم في 29 يونيو 2001، على ميدولاندز أرينا في شرق راذرفورد، نيو جيرسي، الولايات المتحدة.